# 郑跃文
郑跃文（1962年1月—），汉族，福建罗源人，无党派人士，金融学博士，科瑞集团有限公司董事局主席。中华人民共和国政治人物、第十一届全国政协委员。担任中国民间商会副会长、科瑞集团有限公司执行总裁。

## 生平
2008年，当选第十一届全国政协委员，代表中华全国工商业联合会，分入第二十二组。2018年1月，当选第十三届全国政协委员。
2022年3月2日，被免去第十三届全国政协常委职务、撤销委员资格。